# Papendrechtse Korfbal Club
El Papendrechtse Korfbal Club, més conegut com a PKC, és un club de corfbol de Papendrecht (Països Baixos) fundat el 2 de febrer de 1935. Disputa els seus partits com a local al pavelló Oostpolderhal dins del complex esportiu Sportpark Oostpolder. És l'equip que ha guanyat més Copes d'Europa.

## Palmarès
- 10 Copes d'Europa: 4 a l'aire lliure (1979, 1980, 1981 i 1985) i 6 en pista coberta: (1985, 1990, 1999,[3] 2000,[4][5] 2002[6] i 2006)[7]